# Pablo Lavallén
Pablo Hernán Lavallén Castagneris (ur. 7 września 1972 w Buenos Aires) – argentyński piłkarz występujący na pozycji lewego lub środkowego obrońcy, trener piłkarski, od 2025 roku prowadzi honduraski Marathón.